# Temporada do Ceará Sporting Club de 2021
A temporada do Ceará Sporting Club de 2021 foi a 107ª na história do clube. O Alvinegro participou da Copa do Nordeste, do Campeonato Cearense, da Copa Sul-Americana, da Copa do Brasil e do Campeonato Brasileiro. A temporada cobriu o período de fevereiro até dezembro de 2021.

## Acontecimentos

### Fevereiro: Planejamento, contratações e saídas
O planejamento do clube foi iniciado durante o final da temporada de 2020 (finalizada em 2021 por conta da pandemia), o clube ainda disputava as últimas rodadas do Campeonato Brasileiro de 2020 e por conta do desgaste físico de alguns jogadores, resolveu dar férias antecipadas para os jogadores com mais minutagem em campo.

#### Elenco
Neste período, o clube anunciou as contratações de: Jael, Marlon,  Jordan, João Ricardo, Oliveira, Yony González, Alessandro, Jorginho, Vinícius e Mendoza. Além das saídas de: Leandro Carvalho, Cristiano, Samuel Xavier, Eduardo Brock, Diogo Silva, Fernando Prass, Léo Chú e Alyson. Também foram anunciadas as renovações dos atletas: Fabinho, Fernando Sobral, Vina, Charles, William Oliveira e Eduardo. Além do técnico Guto Ferreira.

### Março: estreias, contratações e paralisação do estadual

#### Copa do Nordeste
No dia 1 de março, o clube fez sua estreia na temporada pela Copa do Nordeste de 2021 com um empate fora de casa por 1 a 1 contra o ABC. A primeira vitória do clube na temporada, veio logo em seguida contra o Vitória no dia 6, superando o clube baiano por 3 a 1 na Arena Castelão. Após a vitória, o clube acabou tendo uma sequência de 3 empates seguidos na competição, contra: Altos, Fortaleza (no primeiro Clássico Rei da temporada) e Botafogo-PB. A equipe só voltou a vencer no dia 31, derrotando o CSA por 2 a 0 na Arena Castelão.

#### Campeonato Cearense e Paralisação
No dia 10 de março, o clube estreou no Campeonato Cearense de 2021 com derrota para o Ferroviário por 2 a 1 no Estádio Franzé Morais (Cidade Vozão), vale ressaltar que a rodada aconteceu fora da capital por conta do primeiro decreto de Lockdown no estado, que na época proibia partidas do campeonato estadual em Fortaleza.
No dia 11 de março, o Campeonato Cearense foi paralisado por conta de um decreto de Lockdown estendido pelo governo do estado, vale lembrar que as demais competições como a Copa do Nordeste e a Copa do Brasil seguiram liberadas no estado.

#### Elenco
Neste período o clube anunciou as contratações de: Messias, Gabriel Dias e também do meia-atacante Lima, que assinou em definitivo após anos emprestado pelo Grêmio. Também houve as saídas de: Tiago, que foi vendido ao Cerezo Osaka, Wescley emprestado para o Juventude, além da saída do ídolo Ricardinho para o Botafogo.

### Abril: sequência invicta, classificações e retorno na Copa Sul-americana

#### Copa do Nordeste
No dia 3 de abril, o clube derrotou o Sport por 4 a 0 na Ilha do Retiro, quebrando um tabu de 28 anos. Na Copa do Nordeste o clube terminou a fase de grupos como único invicto, ainda derrotando o Salgueiro por 3 a 0, terminando na liderança do grupo A. O clube já estava classificado antecipadamente para as quartas de final da competição, onde enfrentou o Sampaio Corrêa.
Nas quartas de final da Copa do Nordeste, o clube derrotou o Sampaio Corrêa sem grandes sustos pelo placar de 3 a 0, classificando-se para a semifinal da competição, onde enfrentou o Vitória. Já na semifinal, aumentou a sequência invicta e derrotou o clube baiano por 2 a 0, indo a final da competição onde enfrentou o Bahia no mês seguinte.

#### Copa Sul-americana
No dia 21 de abril, o clube retornava a Copa Sul-Americana após 10 anos. O clube estreou na competição derrotando o Jorge Wilstermann por 3 a 1 na Arena Castelão. Na segunda rodada o clube disputou sua primeira partida fora do Brasil, enfrentando o Arsenal de Sarandí empatando por 0 a 0 na Argentina, sendo mais um jogo histórico para o alvinegro.

#### Elenco
No dia 7 de abril, o lateral-direito Eduardo rescindiu com o clube para acertar com o América Mineiro.

### Maio: perda de títulos, eliminação na sul-americana e estreia no brasileirão

#### Copa do Nordeste
No dia 1 de maio, o clube disputou o primeiro jogo da final da Copa do Nordeste, onde derrotou o Bahia pelo placar de 1 a 0 com gol de Jael aos 49 do segundo tempo em Pituaçu, abrindo vantagem para o jogo da volta. Uma semana depois, na Arena Castelão o alvinegro foi derrotado pelo placar de 2 a 1, a partida ficou empatada por 2 a 2 no placar agregado e acabou indo para a cobrança de pênaltis, onde o clube baiano saiu campeão por 4 a 2. Logo após a partida, houve desentendimentos entre alguns atletas de ambos os clubes, incluindo agressões físicas e verbais, o acontecimento acabou rendendo expulsões e punições para os responsáveis.

#### Campeonato Cearense
No dia 2 de maio, no retorno do campeonato estadual (já autorizado no mês passado), o Ceará empatou com a equipe do Pacajus por 1 a 1. Após o empate, o clube teve uma sequência de 3 vitórias na competição, contra: Crato, Caucaia e Icasa. A equipe perdeu a sequência de vitórias no dia 15 de maio, quando foi derrotado pelo Fortaleza por 2 a 0, mas 2 dias após a derrota o clube venceu a equipe do Atlético Cearense por 5 a 2 e selou a classificação para a semifinal, onde enfrentou o Ferroviário.
Na semifinal em jogo único, o Ceará derrotou o Ferroviário por 3 a 0 e foi a mais uma final do Campeonato Cearense, onde enfrentou o Fortaleza pela 35ª vez em finais do estadual.
Na final (também em jogo único), o Ceará não conseguiu derrotar o Fortaleza, que tinha a vantagem do empate por conta da melhor campanha geral no campeonato. A partida acabou em 0 a 0 e com o vice-campeonato do alvinegro.

#### Copa Sul-americana
No dia 5 de maio, o clube empatou em 0 a 0 com o Bolívar na altitude de La Paz, sendo mais um jogo histórico para o alvinegro, que quase derrotou a equipe boliviana. A equipe construiu uma sequência de 3 empates após empatar por 0 a 0 novamente contra o Arsenal de Sarandí. A última vitória na competição foi pela penúltima rodada, quando derrotou a equipe do Bolívar por 2 a 0 na Arena Castelão. No final do mês, o alvinegro acabou sendo eliminado da competição após ser derrotado pelo Jorge Wilstermann por 1 a 0 na altitude de Cochabamba, sendo a única derrota do clube na competição e terminando na segunda colocação do grupo C.

#### Campeonato Brasileiro
No dia 30 de maio, pela 1ª rodada do Campeonato Brasileiro de 2021 o clube estreou com vitória, derrotando a equipe do Grêmio por 3 a 2 na Arena Castelão.

#### Elenco
O Volante Marthã foi emprestado para o CRB até o final do ano.

### Junho: Clássico-Rei na Copa do Brasil e sequência negativa no Campeonato

#### Copa do Brasil
No dia 2 de junho, o Ceará estreou na Terceira Fase da Copa do Brasil de 2021  empatando por 1 a 1 contra o Fortaleza em um Clássico-Rei inédito na competição, deixando a decisão em aberta para o jogo de volta. No jogo de volta, o Ceará acabou sendo eliminado pelo rival, perdendo pelo placar de 3 a 0.

#### Campeonato Brasileiro
No dia 5 de junho, pela 2ª rodada do Campeonato Brasileiro o Ceará foi derrotado pelo Santos por 3 a 1 na Vila Belmiro. Após o resultado, contando com a derrota para o Santos, o clube teve uma sequência de 4 jogos sem vitória no campeonato, onde: empatou com a Chapecoense, perdeu para o Bahia e empatou com o Internacional. A sequência sem vitórias foi quebrada no dia 24, pela 6ª rodada, onde venceu a equipe do Atlético Mineiro pelo placar de 2 a 1 na Arena Castelão. Na última partida do mês, pela 7ª rodada o clube empatou em casa pelo placar de 1 a 1 contra a equipe do São Paulo.

#### Elenco
Os atletas: Mendoza, Gabriel Dias e Jael cumpriram a punição gerada pela confusão na final da Copa do Nordeste. O atacante Cristiano teve o seu empréstimo encerrado antecipadamente pela equipe do Confiança, retornando ao Ceará e sendo reintegrado ao elenco de aspirantes. Também houve as saídas de: Felipe Vizeu, que retornou para a Udinese da Itália após o fim do empréstimo, e também do volante Charles, que foi vendido para o Midtjylland da Dinamarca.

### Julho: sequência no Campeonato Brasileiro

#### Campeonato Brasileiro
No primeiro dia do mês, o Ceará conseguiu um empate, fora de casa em 0 a 0 contra a equipe do Red Bull Bragantino, atual líder do campeonato.

## Estatísticas do elenco
Última atualização: 10 de dezembro de 2021.
Observação: apenas o elenco principal do clube. 
Legenda
- : Capitão
- : Titular (jogadores que terminaram a temporada como titulares)

| Número | Nome             | Posição          | Idade | Jogos | Gols | Ass. | CA | CV | País     |
| ------ | ---------------- | ---------------- | ----- | ----- | ---- | ---- | -- | -- | -------- |
| 1      | João Ricardo     | Goleiro          | 33    | 18    | 0    | 0    | 5  | 0  | Brasil   |
| 50     | Vinícius Machado | Goleiro          | 21    | 9     | 0    | 0    | 1  | 0  | Brasil   |
| 67     | André Luiz       | Goleiro          | 21    | 2     | 0    | 0    | 0  | 0  | Brasil   |
| 91     | Richard          | Goleiro          | 30    | 43    | 0    | 0    | 4  | 0  | Brasil   |
|        |                  |                  |       |       |      |      |    |    |          |
| 2      | Igor             | Lateral-direito  | 23    | 15    | 0    | 1    | 3  | 0  | Brasil   |
| 6      | Bruno Pacheco    | Lateral-esquerdo | 30    | 53    | 0    | 1    | 9  | 0  | Brasil   |
| 27     | Buiú             | Lateral-direito  | 25    | 19    | 1    | 1    | 3  | 0  | Brasil   |
| 66     | Alessandro       | Lateral-esquerdo | 22    | 8     | 1    | 0    | 1  | 0  | Brasil   |
| 70     | Kelvyn           | Lateral-esquerdo | 22    | 31    | 1    | 1    | 2  | 0  | Brasil   |
| 94     | Gabriel Dias     | Lateral-direito  | 27    | 31    | 2    | 0    | 4  | 3  | Brasil   |
|        |                  |                  |       |       |      |      |    |    |          |
| 3      | Messias ²        | Zagueiro         | 27    | 48    | 2    | 1    | 7  | 0  | Brasil   |
| 13     | Luiz Otávio ¹    | Zagueiro         | 33    | 36    | 1    | 1    | 4  | 0  | Brasil   |
| 15     | Gabriel Lacerda  | Zagueiro         | 22    | 30    | 4    | 1    | 6  | 0  | Brasil   |
| 22     | Alan Uchôa       | Zagueiro         | 22    | 9     | 0    | 0    | 0  | 0  | Brasil   |
| 44     | Klaus            | Zagueiro         | 27    | 14    | 1    | 0    | 1  | 0  | Brasil   |
|        |                  |                  |       |       |      |      |    |    |          |
| 5      | William Oliveira | Volante          | 29    | 18    | 0    | 0    | 3  | 0  | Brasil   |
| 8      | Fernando Sobral  | Volante          | 26    | 52    | 2    | 2    | 7  | 1  | Brasil   |
| 16     | Jorginho         | Meia-atacante    | 30    | 36    | 4    | 4    | 8  | 0  | Brasil   |
| 19     | Fabinho          | Volante          | 35    | 21    | 1    | 1    | 3  | 0  | Brasil   |
| 20     | Oliveira         | Volante          | 28    | 23    | 0    | 1    | 2  | 0  | Brasil   |
| 21     | Geovane          | Volante          | 22    | 12    | 1    | 1    | 4  | 0  | Brasil   |
| 25     | Marlon           | Volante          | 31    | 44    | 1    | 3    | 9  | 0  | Brasil   |
| 29     | Vina             | Meia-atacante    | 30    | 51    | 11   | 6    | 11 | 0  | Brasil   |
| 31     | Pedro Naressi    | Volante          | 23    | 23    | 2    | 1    | 5  | 0  | Brasil   |
|        |                  |                  |       |       |      |      |    |    |          |
| 7      | Airton           | Ponta            | 22    | 7     | 0    | 0    | 0  | 0  | Brasil   |
| 9      | Jael             | Atacante         | 33    | 34    | 5    | 3    | 11 | 1  | Brasil   |
| 10     | Mendoza          | Ponta            | 29    | 43    | 4    | 6    | 5  | 1  | Colômbia |
| 11     | Yony González    | Ponta            | 27    | 28    | 2    | 0    | 0  | 0  | Colômbia |
| 23     | Wendson          | Atacante         | 24    | 7     | 1    | 0    | 1  | 0  | Brasil   |
| 37     | Rick             | Ponta            | 22    | 41    | 7    | 2    | 4  | 1  | Brasil   |
| 40     | Jacaré           | Atacante         | 22    | 7     | 3    | 0    | 1  | 0  | Brasil   |
| 45     | Lima             | Ponta            | 25    | 47    | 4    | 5    | 3  | 0  | Brasil   |
| 52     | João Victor      | Atacante         | 17    | 7     | 0    | 1    | 0  | 0  | Brasil   |
| 77     | Hélio Borges     | Ponta            | 21    | 5     | 0    | 2    | 1  | 0  | Brasil   |
| 89     | Cléber           | Atacante         | 25    | 44    | 6    | 0    | 7  | 2  | Brasil   |
| 90     | Gabriel Santos   | Ponta            | 22    | 5     | 0    | 0    | 0  | 0  | Brasil   |
| 97     | Erick            | Ponta            | 23    | 16    | 0    | 0    | 2  | 0  | Brasil   |
|        |                  |                  |       |       |      |      |    |    |          |
|        | Tiago Nunes      | Treinador        | 41    | 20    | -    | -    | ?  | 1  | Brasil   |

## Partidas
Todas as partidas do clube na temporada com sua equipe principal.
Última atualização em 10 de dezembro de 2021.
Observação: não foram registradas as 4 partidas que a equipe alternativa do clube disputou na Copa Fares Lopes.
Observação: foi considerado apenas o público pagante.
Passe o mouse por cima das abreviações para saber seus significados.
     Vitórias —      Empates —      Derrotas
| Nº | Data           | Competição    | Rodada  | Mandante             | Placar | Visitante            | Estádio                 | Cidade            | Público | FT   |
| -- | -------------- | ------------- | ------- | -------------------- | ------ | -------------------- | ----------------------- | ----------------- | ------- | ---- |
| 1  | 1 de março     | Copa NE       | 1ª      | ABC                  | 1 — 1  | Ceará                | Frasqueirão             | Natal             | 0 (PF)  | «FT» |
| 2  | 6 de março     | Copa NE       | 2ª      | Ceará                | 3 — 1  | Vitória              | Castelão                | Fortaleza         | 0 (PF)  | «FT» |
| 3  | 10 de março    | Cearense      | 1ª      | Ferroviário          | 2 — 1  | Ceará                | Franzé Morais           | Itaitinga         | 0 (PF)  | «FT» |
| 4  | 13 de março    | Copa NE       | 3ª      | Altos                | 0 — 0  | Ceará                | Albertão                | Teresina          | 0 (PF)  | «FT» |
| 5  | 20 de março    | Copa NE       | 4ª      | Ceará                | 0 — 0  | Fortaleza            | Castelão                | Fortaleza         | 0 (PF)  | «FT» |
| 6  | 25 de março    | Copa NE       | 5ª      | Botafogo-PB          | 1 — 1  | Ceará                | Almeidão                | João Pessoa       | 0 (PF)  | «FT» |
| 7  | 31 de março    | Copa NE       | 6ª      | Ceará                | 2 — 0  | CSA                  | Castelão                | Fortaleza         | 0 (PF)  | «FT» |
| 8  | 3 de abril     | Copa NE       | 7ª      | Sport                | 0 — 4  | Ceará                | Ilha do Retiro          | Recife            | 0 (PF)  | «FT» |
| 9  | 10 de abril    | Copa NE       | 8ª      | Ceará                | 3 — 0  | Salgueiro            | Castelão                | Fortaleza         | 0 (PF)  | «FT» |
| 10 | 18 de abril    | Copa NE       | Quartas | Ceará                | 3 — 0  | Sampaio Corrêa       | Castelão                | Fortaleza         | 0 (PF)  | «FT» |
| 11 | 21 de abril    | Sul-Americana | 1ª      | Ceará                | 3 — 1  | Jorge Wilstermann    | Castelão                | Fortaleza         | 0 (PF)  | «FT» |
| 12 | 24 de abril    | Copa NE       | Semi    | Ceará                | 2 — 0  | Vitória              | Castelão                | Fortaleza         | 0 (PF)  | «FT» |
| 13 | 27 de abril    | Sul-Americana | 2ª      | Arsenal de Sarandí   | 0 — 0  | Ceará                | El Viaducto             | Sarandí           | 0 (PF)  | «FT» |
| 14 | 1 de maio      | Copa NE       | Final   | Bahia                | 0 — 1  | Ceará                | Pituaçu                 | Salvador          | 0 (PF)  | «FT» |
| 15 | 2 de maio      | Cearense      | 2ª      | Ceará                | 1 — 1  | Pacajus              | Castelão                | Fortaleza         | 0 (PF)  | «FT» |
| 16 | 5 de maio      | Sul-Americana | 3ª      | Bolívar              | 0 — 0  | Ceará                | Hernando Siles          | La Paz            | 0 (PF)  | «FT» |
| 17 | 6 de maio      | Cearense      | 3ª      | Ceará                | 1 — 0  | Crato                | Carlos de Alencar Pinto | Fortaleza         | 0 (PF)  | «FT» |
| 18 | 8 de maio      | Copa NE       | Final   | Ceará                | 2 p 4  | Bahia                | Castelão                | Fortaleza         | 0 (PF)  | «FT» |
| 19 | 9 de maio      | Cearense      | 4ª      | Caucaia              | 1 — 6  | Ceará                | Raimundão               | Caucaia           | 0 (PF)  | «FT» |
| 20 | 11 de maio     | Cearense      | 5ª      | Icasa                | 0 — 1  | Ceará                | Raimundão               | Caucaia           | 0 (PF)  | «FT» |
| 21 | 12 de maio     | Sul-Americana | 4ª      | Ceará                | 0 — 0  | Arsenal de Sarandí   | Castelão                | Fortaleza         | 0 (PF)  | «FT» |
| 22 | 15 de maio     | Cearense      | 6ª      | Ceará                | 0 — 2  | Fortaleza            | Castelão                | Fortaleza         | 0 (PF)  | «FT» |
| 23 | 17 de maio     | Cearense      | 7ª      | Ceará                | 5 — 2  | Atlético Cearense    | Carlos de Alencar Pinto | Fortaleza         | 0 (PF)  | «FT» |
| 24 | 19 de maio     | Cearense      | Semi    | Ferroviário          | 0 — 3  | Ceará                | Castelão                | Fortaleza         | 0 (PF)  | «FT» |
| 25 | 20 de maio     | Sul-Americana | 5ª      | Ceará                | 2 — 0  | Bolívar              | Castelão                | Fortaleza         | 0 (PF)  | «FT» |
| 26 | 23 de maio     | Cearense      | Final   | Fortaleza            | 0 — 0  | Ceará                | Castelão                | Fortaleza         | 0 (PF)  | «FT» |
| 27 | 27 de maio     | Sul-Americana | 6ª      | Jorge Wilstermann    | 1 — 0  | Ceará                | Félix Capriles          | Cochabamba        | 0 (PF)  | «FT» |
| 28 | 30 de maio     | Série A       | 1ª      | Ceará                | 3 — 2  | Grêmio               | Castelão                | Fortaleza         | 0 (PF)  | «FT» |
| 29 | 2 de junho     | Copa BR       | 3ª Fase | Fortaleza            | 1 — 1  | Ceará                | Castelão                | Fortaleza         | 0 (PF)  | «FT» |
| 30 | 5 de junho     | Série A       | 2ª      | Santos               | 3 — 1  | Ceará                | Vila Belmiro            | Santos            | 0 (PF)  | «FT» |
| 31 | 10 de junho    | Copa BR       | 3ª Fase | Ceará                | 0 — 3  | Fortaleza            | Castelão                | Fortaleza         | 0 (PF)  | «FT» |
| 32 | 13 de junho    | Série A       | 3ª      | Chapecoense          | 0 — 0  | Ceará                | Arena Condá             | Chapecó           | 0 (PF)  | «FT» |
| 33 | 17 de junho    | Série A       | 4ª      | Ceará                | 1 — 2  | Bahia                | Castelão                | Fortaleza         | 0 (PF)  | «FT» |
| 34 | 20 de junho    | Série A       | 5ª      | Internacional        | 1 — 1  | Ceará                | Beira-Rio               | Porto Alegre      | 0 (PF)  | «FT» |
| 35 | 24 de junho    | Série A       | 6ª      | Ceará                | 2 — 1  | Atlético Mineiro     | Castelão                | Fortaleza         | 0 (PF)  | «FT» |
| 36 | 27 de junho    | Série A       | 7ª      | Ceará                | 1 — 1  | São Paulo            | Castelão                | Fortaleza         | 0 (PF)  | «FT» |
| 37 | 1 de julho     | Série A       | 8ª      | Red Bull Bragantino  | 0 — 0  | Ceará                | Nabi Abi Chedid         | Bragança Paulista | 0 (PF)  | «FT» |
| 38 | 4 de julho     | Série A       | 9ª      | Ceará                | 2 — 0  | Juventude            | Castelão                | Fortaleza         | 0 (PF)  | «FT» |
| 39 | 7 de julho     | Série A       | 10ª     | Fluminense           | 0 — 0  | Ceará                | São Januário            | Rio de Janeiro    | 0 (PF)  | «FT» |
| 40 | 11 de julho    | Série A       | 11ª     | Cuiabá               | 2 — 2  | Ceará                | Arena Pantanal          | Cuiabá            | 0 (PF)  | «FT» |
| 41 | 17 de julho    | Série A       | 12ª     | Ceará                | 1 — 0  | Athletico Paranaense | Arena Castelão          | Fortaleza         | 0 (PF)  | «FT» |
| 42 | 25 de julho    | Série A       | 13ª     | Sport                | 0 — 0  | Ceará                | Ilha do Retiro          | Recife            | 0 (PF)  | «FT» |
| 43 | 1 de agosto    | Série A       | 14ª     | Ceará                | 3 — 1  | Fortaleza            | Castelão                | Fortaleza         | 0 (PF)  | «FT» |
| 44 | 8 de agosto    | Série A       | 15ª     | Ceará                | 0 — 0  | Atlético Goianiense  | Castelão                | Fortaleza         | 0 (PF)  | «FT» |
| 45 | 15 de agosto   | Série A       | 16ª     | Corinthians          | 3 — 1  | Ceará                | Neo Química Arena       | São Paulo         | 0 (PF)  | «FT» |
| 46 | 22 de agosto   | Série A       | 17ª     | Ceará                | 1 — 1  | Flamengo             | Castelão                | Fortaleza         | 0 (PF)  | «FT» |
| 47 | 29 de agosto   | Série A       | 18ª     | América Mineiro      | 2 — 0  | Ceará                | Independência           | Belo Horizonte    | 0 (PF)  | «FT» |
| 48 | 12 de setembro | Série A       | 20ª     | Grêmio               | 2 — 0  | Ceará                | Arena do Grêmio         | Porto Alegre      | 0 (PF)  | «FT» |
| 49 | 18 de setembro | Série A       | 21ª     | Ceará                | 0 — 0  | Santos               | Castelão                | Fortaleza         | 0 (PF)  | «FT» |
| 50 | 25 de setembro | Série A       | 22ª     | Ceará                | 1 — 0  | Chapecoense          | Arena Castelão          | Fortaleza         | 0 (PF)  | «FT» |
| 51 | 6 de outubro   | Série A       | 24ª     | Ceará                | 0 — 0  | Internacional        | Castelão                | Fortaleza         | 2 810   | «FT» |
| 52 | 9 de outubro   | Série A       | 25ª     | Atlético Mineiro     | 3 — 1  | Ceará                | Mineirão                | Belo Horizonte    | 10 265  | «FT» |
| 53 | 14 de outubro  | Série A       | 26ª     | São Paulo            | 1 — 1  | Ceará                | Morumbi                 | São Paulo         | 9 271   | «FT» |
| 54 | 17 de outubro  | Série A       | 27ª     | Ceará                | 2 — 2  | Red Bull Bragantino  | Castelão                | Fortaleza         | 4 573   | «FT» |
| 55 | 20 de outubro  | Série A       | 19ª     | Ceará                | 1 — 2  | Palmeiras            | Castelão                | Fortaleza         | 6 204   | «FT» |
| 56 | 23 de outubro  | Série A       | 28ª     | Juventude            | 0 — 0  | Ceará                | Alfredo Jaconi          | Caxias do Sul     | 2 108   | «FT» |
| 57 | 27 de outubro  | Série A       | 23ª     | Bahia                | 1 — 1  | Ceará                | Fonte Nova              | Salvador          | 11 446  | «FT» |
| 58 | 31 de outubro  | Série A       | 29ª     | Ceará                | 1 — 0  | Fluminense           | Castelão                | Fortaleza         | 8 095   | «FT» |
| 59 | 7 de novembro  | Série A       | 30ª     | Ceará                | 1 — 0  | Cuiabá               | Castelão                | Fortaleza         | 21 735  | «FT» |
| 60 | 10 de novembro | Série A       | 31ª     | Athletico Paranaense | 2 — 1  | Ceará                | Arena da Baixada        | Curitiba          | 9 943   | «FT» |
| 61 | 14 de novembro | Série A       | 32ª     | Ceará                | 2 — 1  | Sport                | Castelão                | Fortaleza         | 20 362  | «FT» |
| 62 | 17 de novembro | Série A       | 33ª     | Fortaleza            | 0 — 4  | Ceará                | Castelão                | Fortaleza         | 28 037  | «FT» |
| 63 | 20 de novembro | Série A       | 34ª     | Atlético Goianiense  | 1 — 1  | Ceará                | Antônio Accioly         | Goiânia           | 2 801   | «FT» |
| 64 | 25 de novembro | Série A       | 35ª     | Ceará                | 2 — 1  | Corinthians          | Castelão                | Fortaleza         | 35 693  | «FT» |
| 65 | 30 de novembro | Série A       | 36ª     | Flamengo             | 2 — 1  | Ceará                | Maracanã                | Rio de Janeiro    | 46 481  | «FT» |
| 66 | 5 de dezembro  | Série A       | 37ª     | Ceará                | 0 — 0  | América Mineiro      | Castelão                | Fortaleza         | 51 123  | «FT» |
| 67 | 9 de dezembro  | Série A       | 38ª     | Palmeiras            | 1 — 0  | Ceará                | Arena Barueri           | Barueri           | 5 304   | «FT» |

## Visão geral das competições

### Copa do Nordeste
| Pos | Time  | Pts | J  | V | E | D | GP | GC | SG  |
| --- | ----- | --- | -- | - | - | - | -- | -- | --- |
| 2º  | Ceará | 25  | 12 | 7 | 4 | 1 | 21 | 5  | +16 |

### Campeonato Cearense
| Pos | Time  | Pts | J | V | E | D | GP | GC | SG  |
| --- | ----- | --- | - | - | - | - | -- | -- | --- |
| 2º  | Ceará | 17  | 9 | 5 | 2 | 2 | 18 | 8  | +10 |

### Copa Sul-Americana
| Pos | Time  | Pts | J | V | E | D | GP | GC | SG |
| --- | ----- | --- | - | - | - | - | -- | -- | -- |
| 29º | Ceará | 9   | 6 | 2 | 3 | 1 | 5  | 2  | +3 |

### Copa do Brasil
| Pos | Time  | Pts | J | V | E | D | GP | GC | SG |
| --- | ----- | --- | - | - | - | - | -- | -- | -- |
| 32º | Ceará | 1   | 2 | 0 | 1 | 1 | 1  | 4  | -3 |

### Campeonato Brasileiro - Série A
| Pos | Time  | Pts | J  | V  | E  | D  | GP | GC | SG |
| --- | ----- | --- | -- | -- | -- | -- | -- | -- | -- |
| 11º | Ceará | 50  | 38 | 11 | 17 | 10 | 39 | 38 | +1 |